# Nova Olinda do Maranhão
Nova Olinda do Maranhão är en kommun i Brasilien.   Den ligger i delstaten Maranhão, i den nordöstra delen av landet, 1 500 km norr om huvudstaden Brasília. Antalet invånare är 19 125.
Omgivningarna runt Nova Olinda do Maranhão är huvudsakligen savann. Runt Nova Olinda do Maranhão är det mycket glesbefolkat, med 5 invånare per kvadratkilometer.